# Adam Henricpetri
Adam Henricpetri (auch Adam Petri; getauft am 17. Januar 1543 in Basel; † 27. April 1586 ebenda) war ein Schweizer Jurist und Historiker.

## Leben
Adam Petri, später Adam Henricpetri, aus der Druckerdynastie Petri, Sohn des Heinrich Petri, Bruder von Sebastian Henricpetri (= Sebastian Petri), absolvierte nach seiner Schulausbildung in Basel wahrscheinlich mehrere Auslandsaufenthalte, darunter bei Gilbert Cousin im Burgund (Nozeroy), aber auch in Dole und mehrere Jahre in Italien. 1560 immatrikulierte er sich an der Universität Basel, 1564 schloss er mit Promotion in Ferrara zum „doctor utriusque juris“ ab.
Am 20. Januar 1565 wurde er Professor für die zum justinianischen Corpus Juris gehörenden Institutiones, 1571 Professor für den Codex. Mehrmals war er Dekan der Fakultät, legte aber 1583 nach Klagen seine Professur nieder und wurde Stadtschreiber Basels.

## Werke
Adam Henricpetri publizierte 1577 ein siebenbändiges Geschichtswerk unter dem Titel:
General Historien Der aller namhafftigsten vnnd Fürnembsten Geschichten / Thaten vnd Handlungen / so sich bey ubergebung vnd ende des Großmechtigsten Keyser Carols des Fünfften / vnd anfange Ferdinanden seines Bruders Regierung: nemlich vom jar M.D.LV. in Geystlichen vnnd Weltlichen sachen / zu Wasser vnd Land / nicht alleyn im Heiligen Romischen Reich Teütscher Nation / Sonder auch in andern anstossenden Konigreichen / als Jtalien / Franckreich / Hispanien / Vngern / Dannmarck / Schweden / Poland / Moscaw / Indien / Türckey / &c. zugetragen vnnd verhandlet worden: Mit sampt etlicher Fürsten vnd Herrn leblichen vnd Wahren Bildnussen: Auch aller fürnembsten Stetten vnnd Vestungen / so von der zeyt an belagert vnnd erobert seind worden / eygentliche contrafehtung nach aller jhrer form vnd gelegenheit. Alles mit sonderm Fleiß / grosser muhe vnd arbeit / glaubwirdig auß frembden Sprachen gantz Ordenlich in vnsere Teütsche / derselbigen Nation in vilerley sachen vnd Rathshlagen zu nutz vnd Ehren zusammen gebracht: Vnd angefangen zu schreiben / do der Weitberuhmbt / Hochgelehrt Herr Johann Schleidan auffgehort / in sieben Bucher abgetheilt. Durch / Adam Henricpetri der Rechten Doctorn / Burger vnd Ordinarien der Loblichen Statt Basel.